# Kurasowka (obwód biełgorodzki)
Kurasowka (ros. Курасовка) – wieś w Rosji, w obwodzie biełgorodzkim, w rejonie iwniańskim. W 2010 liczyła 1456 mieszkańców.